# Edwin Hunter
Edwin Llewellyn Hunter (Fond du Lac, 25 marzo 1874 – St. Joseph, 30 marzo 1935) è stato un golfista e tennista statunitense.

## Carriera
Hunter partecipò al torneo individuale di golf ai Giochi olimpici di Saint Louis 1904, in cui giunse trentasettesimo a pari merito con Harold Simpkins. Nella stessa Olimpiade, disputò il doppio di tennis con Frank Wheaton venendo sconfitto ai quarti di finale.